# Njoo Kiem Bie
Njoo Kiem Bie  (* 17. September 1927 in Surabaya, Jawa Timur; † 7. Januar 2008 ebenda, auch bekannt als Koesbianto Setiadharma Atmaja) war ein indonesischer Badmintonspieler.

## Karriere
Njoo Kiem Bie gehörte 1958 dem indonesischen Thomas-Cup-Team an, welches diese Weltmeisterschaft für Männermannschaften im vorgenannten Jahr gewann. Im Finale gegen Malaya startete er in zwei Herrendoppeln gegen Johnny Heah und Lim Say Hup sowie gegen Eddy Choong und Ooi Teik Hock. Gegen Hock und Choong verlor er mit Tan King Gwan mit 15:18 und 5:15, gegen Heah und Hup gewann er jedoch mit 7:15, 15:8 und 18:15. Indonesien gewann das Endspiel insgesamt mit 6:3.
In den Einzeldisziplinen startete er zwischen 1959 und 1963 bei den Malaysia Open und den Singapur Open. National gewann er die indonesische Meisterschaft im Herrendoppel 1960 und 1964 sowie das Mixed 1965.
Später war er als Trainer aktiv.

## Referenzen
- Sam Setyautama: Tokoh-tokoh etnis Tionghoa di Indonesia, 2008, ISBN 9789799101259
- badmintonplanet.com

| Personendaten    | Personendaten                              |
| ---------------- | ------------------------------------------ |
| NAME             | Njoo, Kiem Bie                             |
| ALTERNATIVNAMEN  | Koesbianto, Setiadharma Atmaja; Koesbianto |
| KURZBESCHREIBUNG | indonesischer Badmintonspieler             |
| GEBURTSDATUM     | 17. September 1927                         |
| GEBURTSORT       | Surabaya, Jawa Timur                       |
| STERBEDATUM      | 7. Januar 2008                             |
| STERBEORT        | Surabaya                                   |